# Marfrig
Marfrig Global Foods é uma empresa brasileira de alimentos. Fundada no ano 2000, é a segunda maior produtora de carne bovina do mundo e líder na produção de hambúrgueres.
Atualmente é considerada uma das companhias brasileiras de alimentos mais internacionalizadas e diversificadas do mundo, detém cerca de 50 unidades produtivas comerciais e de distribuição instaladas – com capacidade de abate superior a 29 mil cabeças/dia e mais de 430 mil toneladas de processados ao ano – em doze países em quatro continentes e com produtos presentes em mais de 100 países.

## História
Em 2000, com foco no crescimento, a Marfrig passou a operar uma unidade de processamento de carne bovina em Bataguassu (Mato Grosso do Sul) e nos anos seguintes em Promissão (São Paulo) e Paranatinga (Mato Grosso). No mesmo período, também adquiriu a unidade de Tangará da Serra (Mato Grosso) e iniciam as atividades de exportação por meio da GJ.
Em outubro de 2006, adquiriu a maior empresa de carnes uruguaia, a Tacuarembó, por 35 milhões de dólares. Em maio de 2007, comprou também no Uruguai o frigorífico La Caballada por 26 milhões de dólares. Com a compra, a Marfrig passou a ser a maior exportadora de carnes do Uruguai. Em novembro do mesmo ano, adquiriu por 266,8 milhões de dólares a empresa de alimentos argentina Quickfood. Em junho de 2008, comprou a maior empresa alimentícia da Irlanda do Norte, a Moy Park, por 348 milhões de libras ou 680 milhões de dólares. Em setembro de 2009, comprou a Seara Alimentos por 706,2 milhões de dólares. Em junho de 2010, fez a sua maior aquisição ao comprar por 1,26 bilhão de dólares a americana Keystone Foods e que fornece carnes para as principais companhias de fast-food dos Estados Unidos. No mesmo ano, a Marfrig tornou-se a segunda maior exportadora de frango e suínos do Brasil, e também se tornou a segunda maior provedora de produtos elaborados e processados de suínos e de produtos derivados de aves. Com aproximadamente 90 mil funcionários,[carece de fontes?] o Grupo Marfrig é o maior produtor de ovinos na América do Sul, a maior companhia de carnes na Argentina, o maior produtor de aves no Reino Unido e a maior companhia privada no Uruguai e na Irlanda do Norte.

## Divisões do grupo

### Marfrig Beef
A divisão Beef da Marfrig Global Foods é uma das maiores produtoras de carne bovina do mundo. Está dividida nas operações Brasil e Internacional. A operação no Brasil é composta por 21 unidades e tem ampla expertise no segmento de food service e é pioneira na promoção e comercialização de carne bovina e de ovinos, enquanto a Beef Internacional, com 10 unidades, é a responsável pelas operações ativas no Uruguai e no Chile. A operação brasileira se destaca pelo volume e a Internacional oferece, especialmente no Uruguai, produtos diferenciados, de alto valor agregado, com acesso aos principais mercados importadores. O resultado é um portfólio complementar e altamente competitivo.
A empresa que deu origem ao negócio iniciou suas atividades como distribuidora de cortes especiais de carne para grandes redes de restaurantes na cidade de São Paulo. Atualmente dedicada à produção e industrialização de carne bovina e ovina e à comercialização por meio das marcas Bassi (alta gastronomia), Palatare, GJ (exportação), Pampeano (enlatados), a Marfrig, além de ser uma das maiores produtoras de carne bovina do mundo, a maior produtora sul-americana de cordeiros e fomentadora de programas de qualidade, bem-estar animal e sustentabilidade na cadeia de fornecimento de gado bovino e ovino brasileira, é também líder no segmento no canal food service, com forte presença nos estados de São Paulo e Rio de Janeiro e nas regiões Sul e Nordeste do Brasil, através de um portfólio diversificado com mais de 600 produtos próprios e terceirizados, como cortes de cordeiro, peixes, além de uma das maiores distribuidoras de batatas pré-cozidas congeladas no Brasil.

### National Beef Packing Company
Fundada em 1992 e adquirida pela Marfrig com 51 por cento na participação majoritária em 2018, a National Beef Packing Company é uma das maiores processadoras de carnes dos Estados Unidos que produz carne bovina fresca, refrigerada e processada e subprodutos da carne para clientes em todo o mundo. Os principais focos da empresa incluem carne bovina de marca, bovino pronto para consumo, bovino de controle de porções e couro azul molhado. A National Beef é sediada em Kansas City, em Missouri, e mantém escritórios internacionais em Chicago, em Illinois, também nos Estados Unidos, em Tóquio, no Japão, em Seul, na Coreia do Sul e em Hong Kong, na China.

## Marcas
Lista de algumas marcas que pertencem à Marfrig:
Nacionais
- Bassi
- Bassi Wagyu
- Bassi Cordeiro da Patagônia
- Steakhouse
- Montana Dia a Dia
- Montana Premium Beef
- Viva
- Marfrig Profissional
- GJ
- Pampeano
- Palatare

Internacionais
- Aberdeen Angus
- La Morocha
- Tacuarembó Meat The Best
- Viva
- Bernina Bresaola
- Patagonia
- Pemmican Beef Jerkey
- Secco
- Montevideo
- Burguerbif
- South Lamb
- Angus Beef Tacuarembó
- Patagonia Fish and Crabs
- Patagonia Premium Lamb
- Paty
- Patyviena
- Vienissima!
- Good Mark
- Good Beef
- Green Life
- Barfy
- ICB
- Tres Cruces
- Quickfood
- Gaucho's Beef
- Hamby
- Bassi Wagyu

## Antigos negócios

### Moy Park
Fundada em 1943 e adquirida pelo Grupo Marfrig em 2008, a Moy Park em 2010 assumiu o topo da lista das 100 maiores empresas da Irlanda do Norte e também é uma das empresas líderes da avicultura europeia segundo o Avesite. É o maior sistema integrado de produção de alimentos industrializados à base de carne de aves do Reino Unido. É também a maior companhia privada da Irlanda do Norte. Seu sistema diferenciado de produção – que privilegia o bem-estar animal, a criação em áreas livre (free-range) e a alimentação à base de milho 100% natural (non-GMO) torna a empresa referência internacional em produção orgânica. Com forte atuação em toda a Europa e nos canais food service e varejo, produz e distribui alimentos industrializados e processados à base de carne de frango, peru e suíno, e também produtos à base de vegetais e pães, como hambúrgueres e snacks vegetarianos e donuts. São clientes da Moy Park grandes redes varejistas da Europa, como a Tesco, a Sainsbury’s e a Waitrose, e de restaurantes, como o McDonald’s e o KFC. Em 21 de junho de 2015, a Marfrig anunciou a venda da Moy Park para a sua concorrente, a JBS, por 1,5 bilhão de dólares.

### Seara
Fundada em 1956 e adquirida pelo Grupo Marfrig em 2010, a Seara é uma das maiores produtoras e exportadoras de alimentos à base de carne de aves e suínos do mundo. Faz parte do seu variado e extenso portfólio linhas de produtos, pratos prontos congelados, pizzas, lasanhas, hambúrgueres, salsichas, linguiças, mortadela, salames, cortes especiais de carne suína, de aves e bovina. A marca Seara, que tem estabelecido um relacionamento emocional forte com os consumidores brasileiros, foi a escolhida pela Marfrig para se tornar a marca global do grupo. Patrocinadora do Santos Futebol Clube, da Seleção Brasileira de Futebol, da Copa América de 2011 e da Copa do Mundo de 2014, a Seara tem uma ligação profunda com o esporte mais admirado do planeta e os seus produtos são verdadeiramente admirados por consumidores que buscam alimentos saudáveis, saborosos e fáceis de preparar. Em 10 de junho de 2013, a JBS comprou a Seara por R$ 5,85 bilhões.

### Keystone Foods
Fundada em 1970 e adquirida pela Marfrig em 2010, a Keystone Foods  é uma das maiores fornecedoras globais de produtos de proteína com alto valor agregado para os canais de fast-food, varejistas e indústria de alimentos. Com sede no Reino Unido e seu principal escritório nos Estados Unidos, a divisão opera com 19 unidades de produção, escritórios de venda e centros de distribuição, atendendo a mais de 30 mil restaurantes em 13 países, incluindo Austrália, Nova Zelândia, e Ásia (China, Tailândia, Malásia e Coreia do Sul). Com mais de 40 anos de atuação neste mercado, a Keystone Foods é internacionalmente reconhecida pelo sucesso de suas inovações e pela confiabilidade, segurança e qualidade dos alimentos que produz. É também a maior companhia privada de proteína animal nos Estados Unidos, de acordo com o relatório Forbes 2009 America’s Largest Private Companies (Maiores Companhias Privadas dos Estados Unidos 2009). Em 2018, a Marfrig vendeu a Keystone por 2,4 bilhões de dólares para a Tyson Foods.

## Fusão com a BRF
Em 15 de maio de 2025, a Marfrig e a BRF anunciaram, em comunicado conjunto, a fusão de suas operações para criar a MBRF Global Foods Company, uma gigante global com R$ 152 bilhões de faturamento nos últimos 12 meses, se consolidando como a segunda maior empresa do setor alimentício do Brasil, atrás apenas da JBS, intensificando sua concorrência com a empresa da Família Batista.
Até então, a Marfrig já possuía mais de 50% das ações da BRF, sendo já a acionista controladora da empresa.
Por se tratarem de empresas de capital aberto (B3: MRFG3, BRFS3), a já operação estabelece uma relação de troca de 0,8521 ação da Marfrig para cada ação da BRF, já considerando a “distribuição máxima” de proventos pelas empresas: R$ 2,5 bilhões pela Marfrig e R$ 3,5 bilhões pela BRF, segundo o comunicado conjunto.
No início de junho, a proposta de fusão foi aprovada pelo Conselho Administrativo de Defesa Econômica (CADE). Ainda em junho, a Minerva Foods, quarta maior empresa do ramo alimentício brasileiro (atrás de JBS, Marfrig e Ambev), entrou com um recurso no CADE contra a fusão, alegando concentração de mercado, impacto no varejo e fornecedores, além de conflito de interesse. Esse último argumento devido ao SALIC (Saudi Agricultural and Livestock Investment Company), um fundo de investimento saudita, ter participação acionária tanto na Marfrig quanto na Minerva. A decisão do CADE sobre esse recurso ainda não foi publicada.
Já em julho, a Marfrig entrou com recurso no CADE contra a Minerva Foods alegando que a concorrente descumpre contratos e recusa fornecimento de produtos desde 2024 a sua empresa.

## Dívidas
A Marfrig é a terceira maior devedora da previdência social. O montante da dívida soma atualmente R$ 938.762.901,68, de acordo com a Procuradoria-Geral da Fazenda Nacional. O valor das dívidas não-previdenciárias é de R$ 32.956.641,28.